# Marcel Pannekoek
Marcel Pannekoek (Winsum, 3 mei 1986) is een Nederlands voetballer.

## Clubcarrière
Pannekoek doorliep de gehele jeugdopleiding van FC Groningen maar de aanvallende middenvelder brak nooit door. Hij speelde wel twee officiële wedstrijden voor FC Groningen. De rest van zijn (onofficiële) wedstrijden maakte hij voor FC Groningen B.
Daarna speelde hij voor FC Emmen; hij werd in de zomerstop van 2007 op amateurbasis aan de selectie toegevoegd. Na een seizoen op amateurbasis bij FC Emmen gespeeld te hebben tekende hij een volwaardig profcontract voor één jaar. Vanaf 2009 speelde hij voor PKC '83. Tegenwoordig speelt hij voor VV Winsum, dat uitkomt in de 1e klasse E van het zaterdagamateurvoetbal.

## Clubstatistieken
| Seizoen | Club         | Duels | Goals | Competitie     |
| ------- | ------------ | ----- | ----- | -------------- |
| 2005/06 | FC Groningen | 1     | 0     | Eredivisie     |
| 2006/07 | FC Groningen | 1     | 0     | Eredivisie     |
| 2007/08 | FC Emmen     | 26    | 5     | Jupiler League |
| 2008/09 | FC Emmen     | 30    | 4     | Jupiler League |